# Louis Moréri

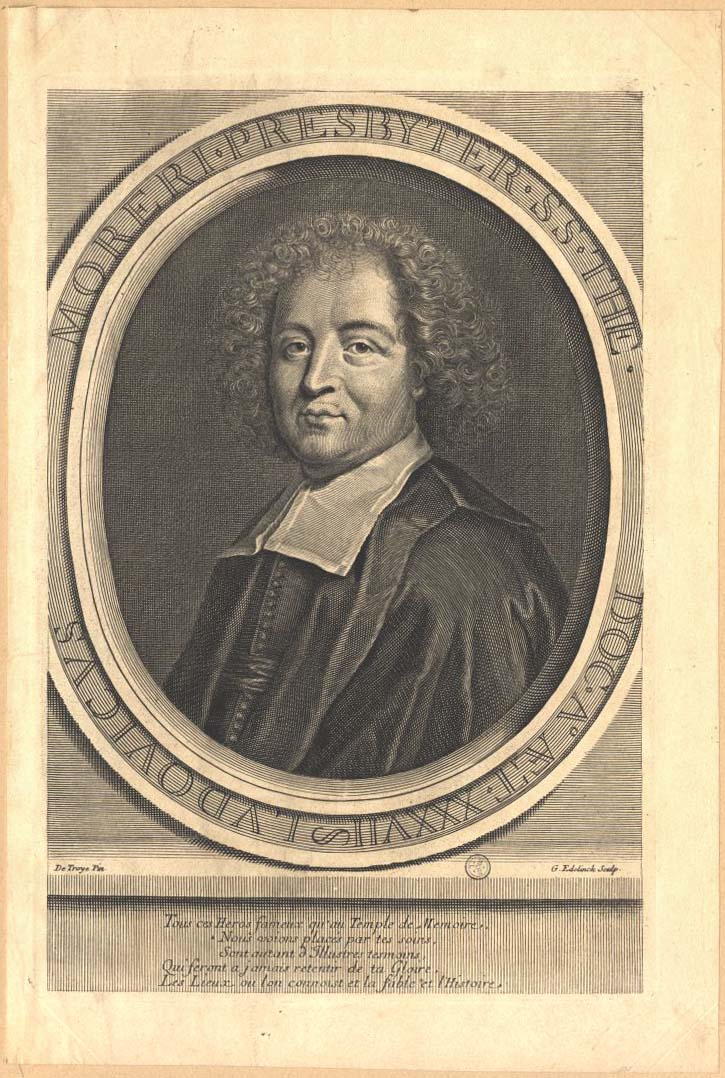
Louis Moréri na rycinie Gérarda Edelincka

Louis Moréri (ur. 25 marca 1643 w Bargemon, zm. 10 lipca 1680 w Paryżu), francuski encyklopedysta.
Jego encyklopedia pod oryginalnym tytułem Le grand Dictionaire historique, ou le mélange curieux de l’histoire sacrée et profane (Wielki słownik historyczny lub antologia historii świętej i świeckiej) została po raz pierwszy opublikowana w Lyonie w roku 1674 i koncentrowała się
przede wszystkim na hasłach historycznych i biograficznych. Moréri dedykował swoją encyklopedię Gaillardowi de Longjumeau, biskupowi Apt, którego był kapelanem. Po śmierci Morériego jego jednotomowe wydanie z 1674 r. było zmieniane i rozszerzane za każdym razem kiedy się ukazywało. Zostało także przetłumaczone na angielski, niemiecki, włoski, niderlandzki i hiszpański. Łącznie wydano przynajmniej 20 różnych wydań w latach 1674–1759, a liczba woluminów doszła do 10 (od 1 woluminu w wydaniu pierwotnym).